# 前七号镇
前七号镇，是中华人民共和国吉林省松原市长岭县下辖的一个乡镇级行政单位。

## 行政区划
前七号镇下辖以下地区：
前七号村、十二号村、三义村、六合村、三号村、龙凤山村、大四号村、西十一号村、十家户村、六号村、十四号村、十八号村、十七号村、东十一村和十三村。